# Bisbat de Basilea

Escut

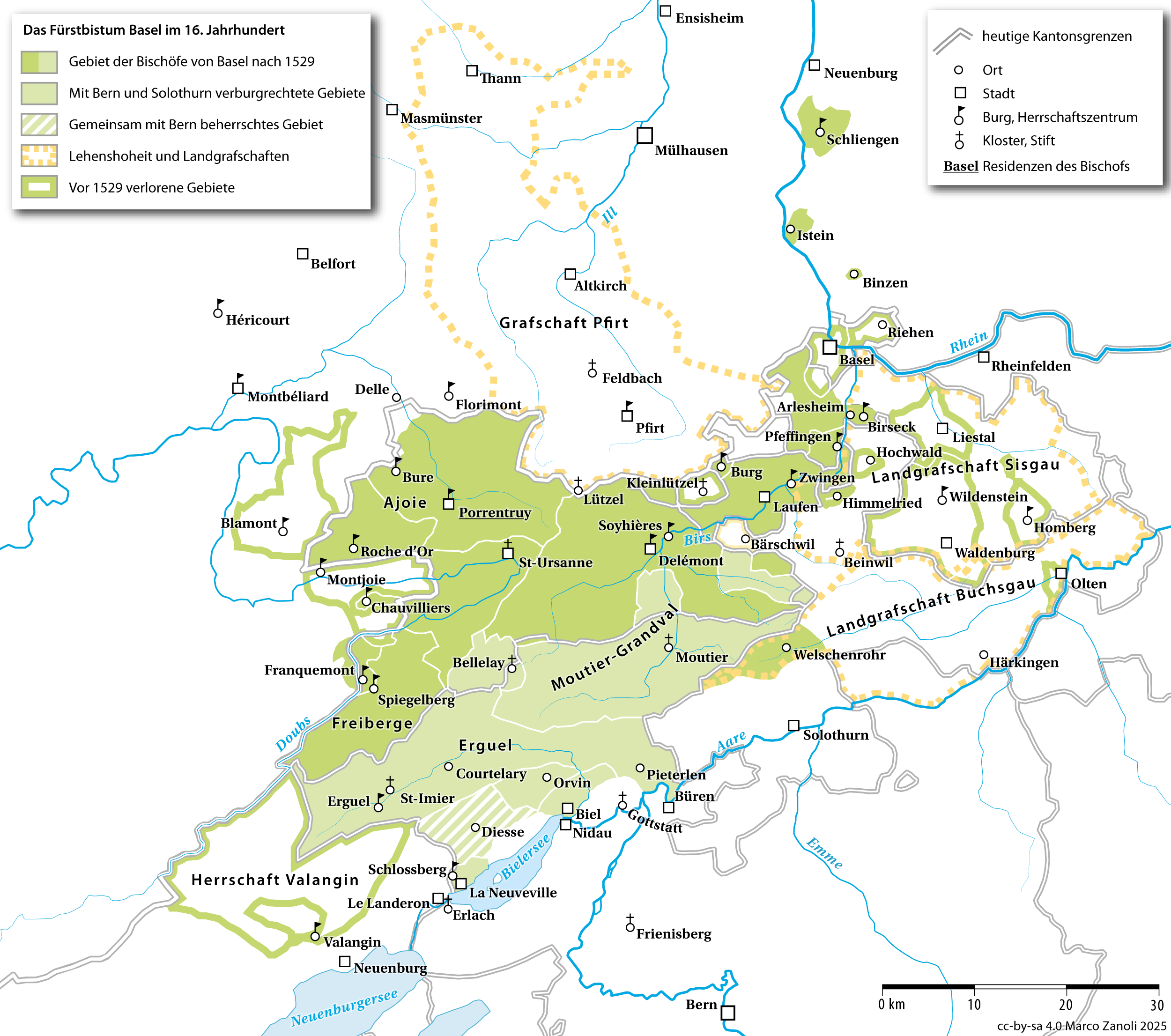
Mapa al segle XVI

El Bisbat de Basilea o Príncipat-bisbat de Basilea (alemany: Fürstbistum Basel) fou una jurisdicció feudal del Sacre Imperi Romanogermànic amb poder temporal sobre diversos territoris des de 1032 i jurisdicció eclesiàstica sobre un territori més ampli; fou governat per prínceps-bisbes amb seu a la ciutat de Basilea fins a 1528 i amb seu a Porrentruy fins a 1792. La dissolució final de l'estat foi declarava el 1803 com a part de la secularització dels estats eclesiàstics d'Alemanya.
A més a més de la ciutat de Basilea i entorn, comprenia territoris dels actuals cantons suïssos de Landschaft, Jura, Solothurn i Berna, a més a més de territoris menors en porcions pròximes d'Alemanya del sud i de França oriental.

## Història
La ciutat de Basel es convertia en seu episcopal vers el 740, continuant la diocesi existent al segle iv a Augusta Ràurica. En 999 Rodolf III de Borgonya atorgava al bisbe de Basilea l'abadia de Moutier-Grandval, establint el bisbat com un estat feudal vassall de Borgonya, amb autoritat feudal al seu torn sobre diversos territoris. Després de la mort de Rodolf III el 1032, el vassallatge es convertia en immediatesa imperial, ascendint el bisbe de Basilea a l'estatus de príncep-bisbe, figurant com a Reichsfurst (príncep imperial) eclesiàstic de l'Sacre Imperi Romanogermànic.
El bisbat arribava al pic del seu poder a finals del segle xii i fins a l'inici del segle xiv.
Durant el segle xiv, les dificultats financeres forçaven els bisbes de Basilea a vendre parts del seu territori. Durant el segle xv, un cert nombre de bisbes de Basilea van aconseguir èxits polítics i militars que els van permetre recobrar alguns dels territoris prèviament perduts. Basilea es començava a alinear amb la confederació helvètica com una "ciutat associada" (Zugewandter Ort).
Basel es convertia en el punt central de la cristiandat occidental durant el concili de Basilea (1431-1449), incloent l'elecció el 1439 d'Amadeu VIII de Savoia com antipapa Felix V. El 1459 el papa Pius II va dotar la Universitat de Basilea on personatges notables com Erasme de Rotterdam i Paracelsus van ensebyar anys més tard.
Després de la Reforma Imperial de 1495, el bisbat fou part del Cercle de Renània Superior dels Cercles Imperials. Al segle xvi la ciutat de Basilea i el seu territori circumdant accedia a la confederació suïssa (1501) com Cantó de Basilea. Aviat s'unia a la Reforma Suïssa (1528), forçant el bisbe a l'exili a Porrentruy. El govern dels Bisbes va quedar principalment limitat a l'oest dels antics territoris de Basilea, més o menys corresponents al Cantó modern del Jura.
El príncep-bisbe va perdre gran part dels seus territoris restants quan es va formar la República Rauraciana el 1792 (després convertida en el departament francès de Mont-Terrible el 1793); Schliengen fou l'únic domini que va conservar però el 1803 Schliengen fou secularitzat i integrat al marcgraviat de Baden en virtut de la Reichsdeputationshauptschluss, acabant l'estatus dels bisbes de Basilea com governants seculars.
El bisbat va conservar la jurisdicció eclesiàstica sense poder sobre la Diòcesi catòlica romana de Basilea que encara existeix.

## Territoris
Al segle xvi el principat-bisbat de Basilea comprenia:
- Basilea
- Abadia de Bellelay
- Bettingen
- Amt de Birseck
- Baronia d'Elsgau
- Baronia d'Erguel
- Amt d'Homberg
- Istein
- Amt de Liestal
- Prebostat de Moutier-Grandval
- Baronia d'Orvin
- Baronia de Pfäffingen
- Riehen
- Advocacia de Santa Ursana
- Advocacia de Saugern
- Schliengen
- Baronia de Tessenberg
- Amt de Waldenburg
- Amt de Zwingen-Laufen

El Bisbat de Príncep havia tingut també els següents territoris, que foren perduts abans de 1527:
- Landgraviat de Buchsgau
- Landgraviat de Sisgau
- Baronia de Valangin

## Llista de Bisbes de Basilea

### Bisbes
| Anys     | Nom                    |
| -------- | ---------------------- |
| vers 346 | Justinianus Rauricorum |
| vers 615 | Ragnacharius           |
| vers 740 | Walaus                 |
| vers 751 | Baldebert              |
| ?-805    | Waldo                  |
| 805–823  | Hatto                  |
| 823–835  | Ulrich I               |
| 844–859  | Wighard                |
| 859–860  | Fredebert              |
| vers 875 | Adalwin                |
| vers 892 | Rudolf I               |
| 892–895  | Iring                  |
| 895–916  | Adalbert I             |
| vers 917 | Landeolus              |
| 917–921  | Wilhelm                |
| vers 930 | Wighard II             |
| 950–974  | Rudolf II              |
| vers 984 | Gebizo von Altenburg   |

### Prínceps-bisbes
| Anys      | Nom                                             |
| --------- | ----------------------------------------------- |
| 999–1025  | Adalberó II                                     |
| 1021–1025 | Rodolf III                                      |
| 1025      | Adalbert III.                                   |
| 1025–1040 | Ulric II                                        |
| 1040      | Brunó ?                                         |
| 1041–1055 | Teodoric                                        |
| 1055–1072 | Berengar von Wetterau                           |
| 1072–1105 | Burcard d'Hasenburg, or of Hasenburg            |
| 1107–1122 | Rudolf IV von Homburg                           |
| 1122–1133 | Berthold von Neuenburg                          |
| 1133–1137 | Adalbert IV von Froburg                         |
| 1138–1164 | Ortlieb von Froburg                             |
| 1164–1179 | Ludwig Garewart                                 |
| 1180      | Hugo von Hasenburg                              |
| 1180–1191 | Heinrich I von Horburg                          |
| 1192–1213 | Leuthold I von Rotheln                          |
| 1213–1215 | Walther von Rotheln                             |
| 1216–1238 | Heinrich II von Thun                            |
| 1238–1249 | Leuthold II von Arburg                          |
| 1250–1262 | Berthold II von Pfirt                           |
| 1262–1274 | Heinrich III von Neuenburg-Erguel               |
| 1275–1286 | Heinrich IV Knoderer                            |
| 1286–1296 | Peter I Reich von Reichenstein                  |
| 1297–1306 | Peter von Aspelt                                |
| 1306–1309 | Eudes de Granson                                |
| 1309–1325 | Gerhard von Wippingen                           |
| 1325–1332 | Hartung Munch                                   |
| 1332–1335 | Jean I Arley                                    |
| 1335–1365 | Johann II von Munsingen                         |
| 1365–1382 | Jean III de Vienne                              |
| 1382–1391 | Imer von Ramstein                               |
| ?-1392-?  | Friedrich von Blankenheim                       |
| 1393–1395 | Konrad Munch von Landskron                      |
| 1399–1418 | Humbrecht von Neuenburg                         |
| 1418–1423 | Hartmann II von Munchenstein                    |
| 1423–1436 | Johann IV von Fleckenstein                      |
| 1437–1451 | Friedrich von der Pfalz                         |
| 1451–1458 | Arnold von Rothburg                             |
| 1458–1478 | Johann V von Venningen                          |
| 1479–1502 | Caspar von Mühlhausen                           |
| 1502–1527 | Christoph von Utenheim                          |
| 1527–1533 | Philippe von Gundelsheim                        |
| 1554–1575 | Melchior von Lichtenfels                        |
| 1575–1608 | Jakob Christoph Blarer von Wartensee            |
| 1608–1628 | Wilhelm Rink von Baldenstein                    |
| 1628–1646 | Johann Heinrich von Ostheim                     |
| 1646–1651 | Beat Albrecht von Ramstein                      |
| 1651–1656 | Johann Franz von Schönau-Zell                   |
| 1656–1693 | Johann Konrad von Roggenbach                    |
| 1693–1705 | Wilhelm Jakob Rink von Baldenstein              |
| 1705–1737 | Johann Konrad von Reinach-Hirtzbach             |
| 1737–1743 | Jakob Sigismund von Reinach-Steinbrunn          |
| 1744–1762 | Josef Wilhelm Rinck von Baldenstein             |
| 1762–1775 | Simon Nikolaus Euseb von Montjoye-Hirsingen     |
| 1775–1782 | Friedrich Ludwig Franz von Wangen zu Geroldseck |
| 1782–1794 | Franz Joseph Sigismund von Roggenbach           |
| 1794–1828 | Franz Xaver von Neveu                           |

### Bisbes moderns
| Anys        | Nom                   |
| ----------- | --------------------- |
| 1828–1854   | Josef Anton Salzmann  |
| 1854–1862   | Karl Arnold-Obrist    |
| 1863–1885   | Eugen Lachat          |
| 1885–1888   | Friedrich Fiala       |
| 1888–1906   | Leonhard Haas         |
| 1906–1925   | Jakob Stammler        |
| 1925–1936   | Josephus Ambühl       |
| 1937–1967   | Franziskus von Streng |
| 1968–1982   | Anton Hänggi          |
| 1982–1993   | Otto Wüst             |
| 1994–1995   | Hansjörg Vogel        |
| 1995-2010   | Kurt Koch             |
| Des de 2010 | Felix Gmür            |